# آب‌انبار فیض قمصر
آب‌انبار فیض قمصر مربوط به دوره قاجار است و در قمصر، محله بالا، نبش خیابان ۱۴ متری واقع شده و این اثر در تاریخ ۱۰ خرداد ۱۳۸۲ با شمارهٔ ثبت ۹۰۴۴ به‌عنوان یکی از آثار ملی ایران به ثبت رسیده است.